# Сегизсай (Западно-Казахстанская область)
Сегизсай (каз. Сегізсай, до 2007 г. — Лебедевка) — село в Чингирлауском районе Западно-Казахстанской области Казахстана. Входит в состав Алмазненского сельского округа. Код КАТО — 276635300.

## Население
В 1999 году население села составляло 354 человека (184 мужчины и 170 женщин). По данным переписи 2009 года, в селе проживало 177 человек (89 мужчин и 88 женщин).